# North American Sabreliner

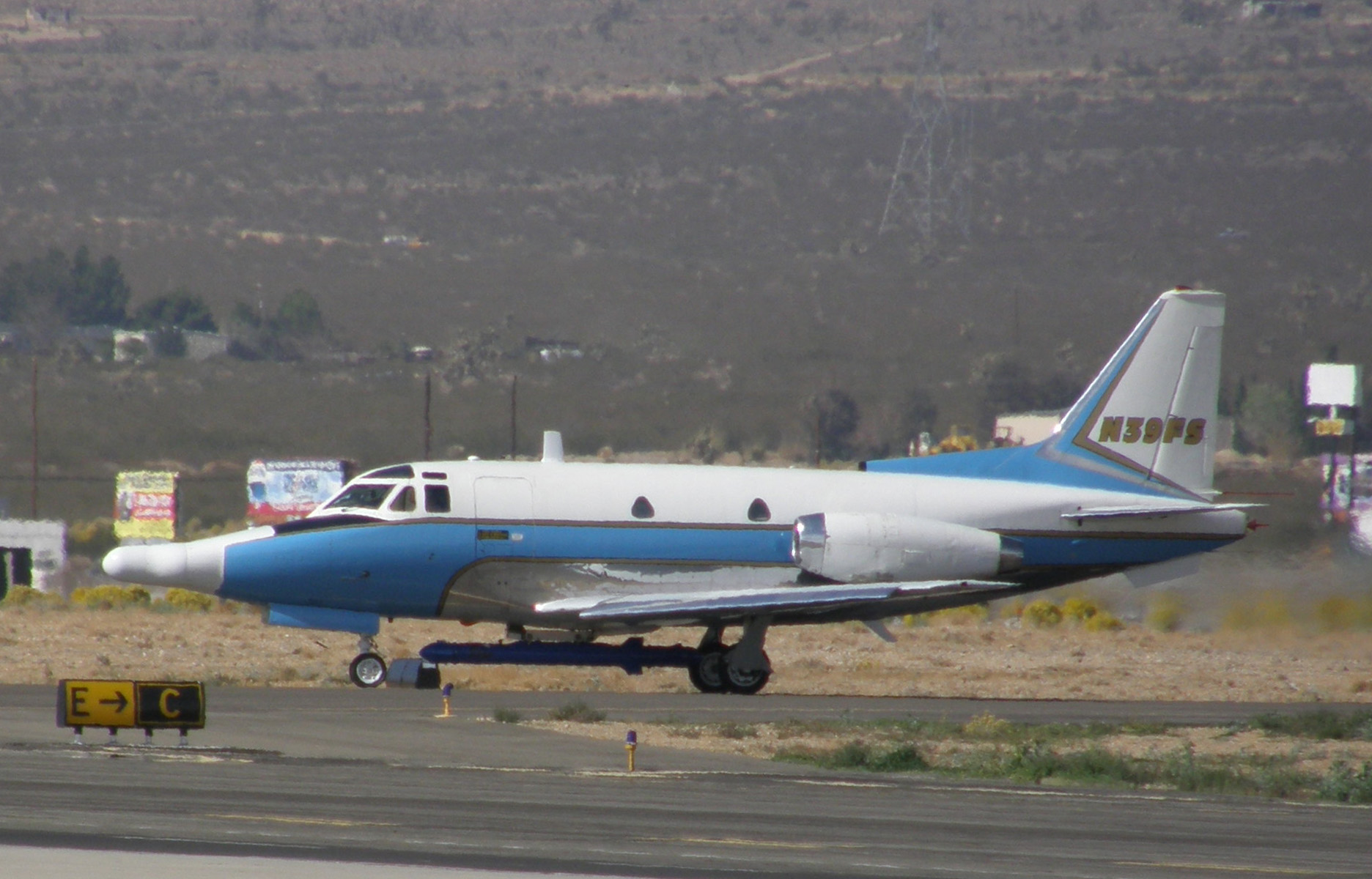
BAE Systems Flight Systems T-39A bay thử nghiệm tại sân bay Mojave

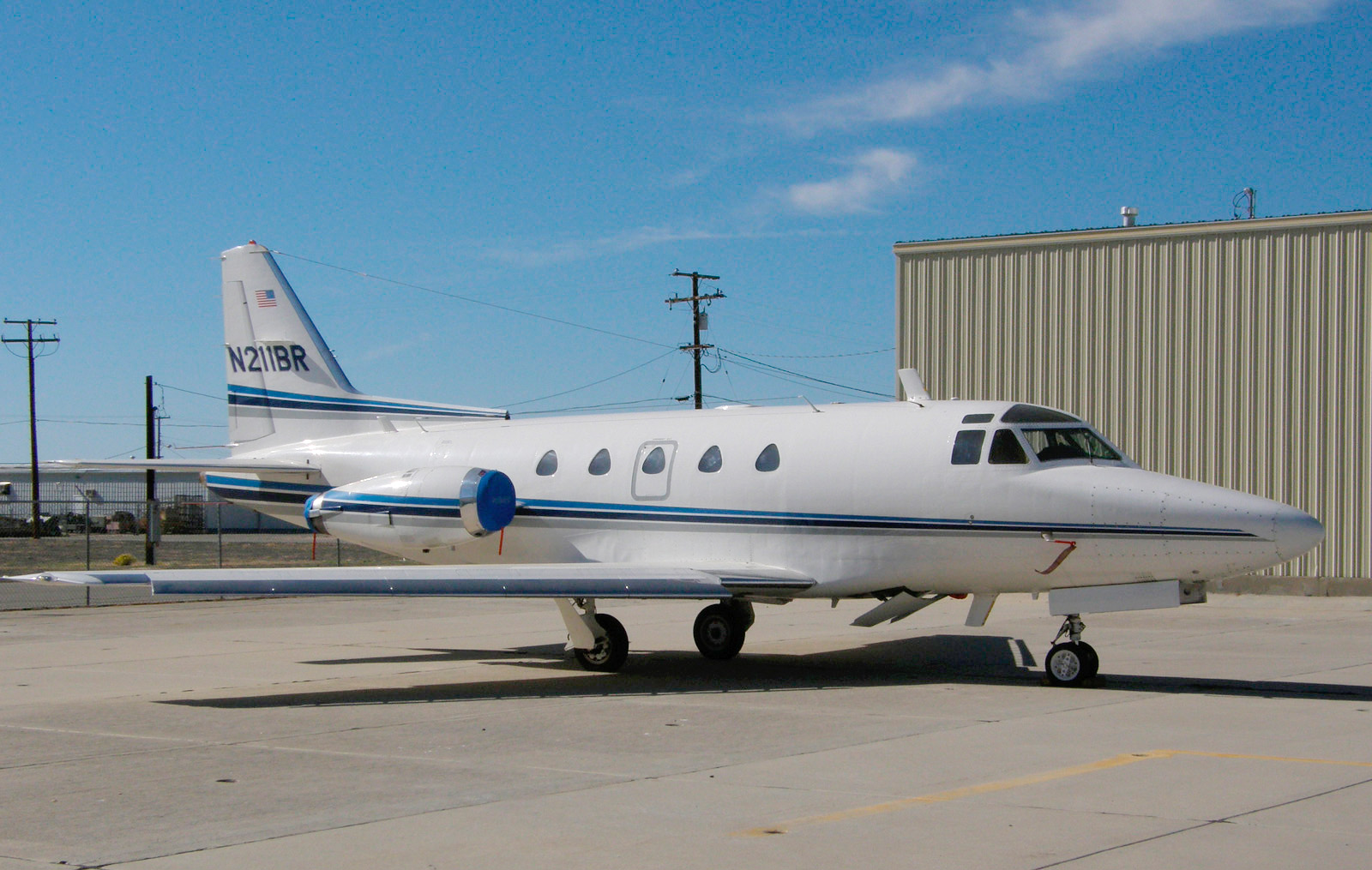
NA-265-60 Series 60 Sabreliner tại NTPS, Mojave

North American Sabreliner (sau cs tên Rockwell Sabreliner) là một loại máy bay thương mại phản lực, do hãng North American Aviation thiết kế phát triển. Nó được không quân Hoa Kỳ sử dụng làm máy bay huấn luyện trong chương trình UTX.

## Biến thể

### Dân sự
Sabreliner
Sabreliner 40
Sabreliner 40A
Sabreliner 50
Sabreliner 60
Sabreliner 60A
Sabreliner 65
Sabreliner 75
Sabreliner 75A

### Quân sự

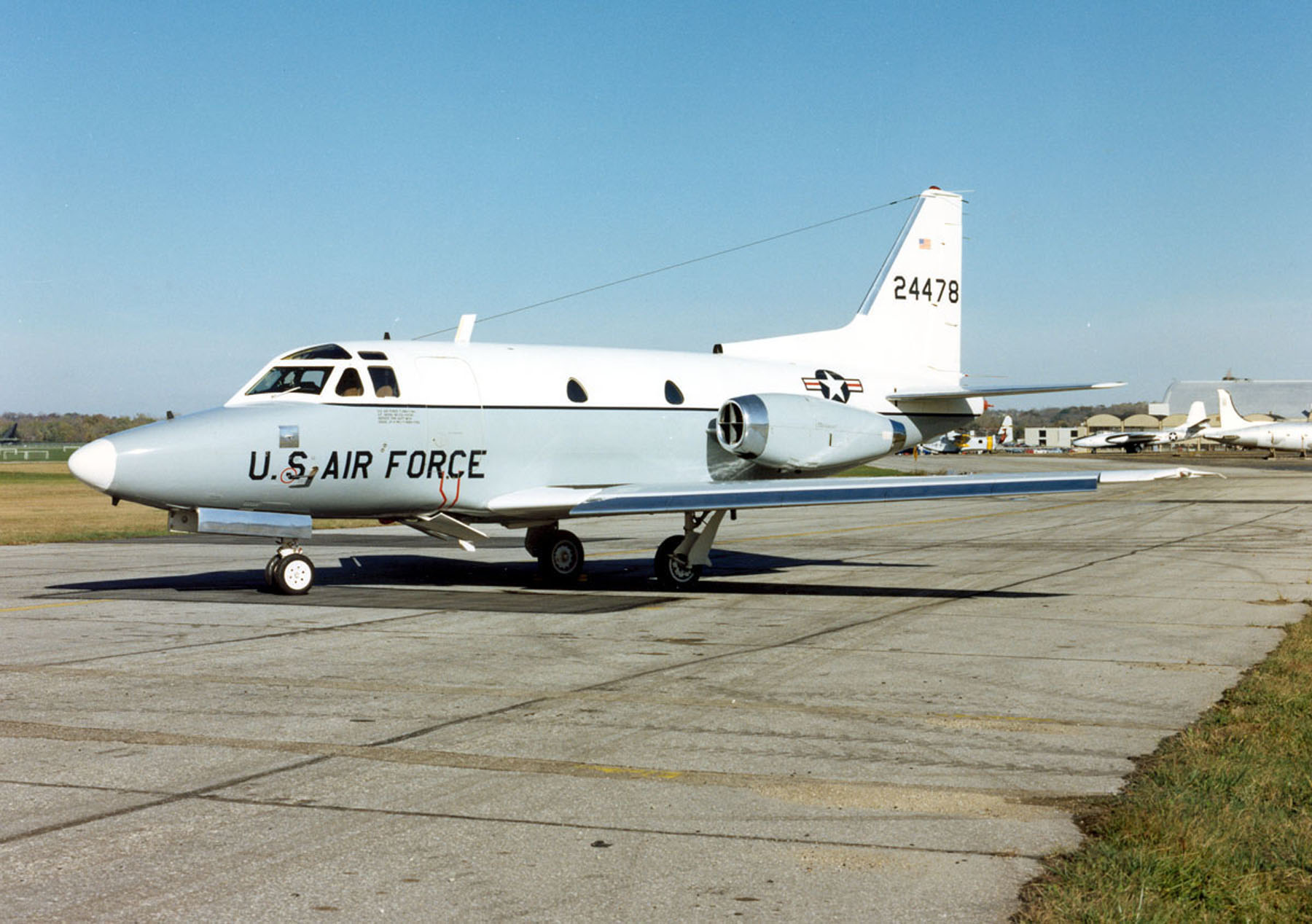
USAF T-39A

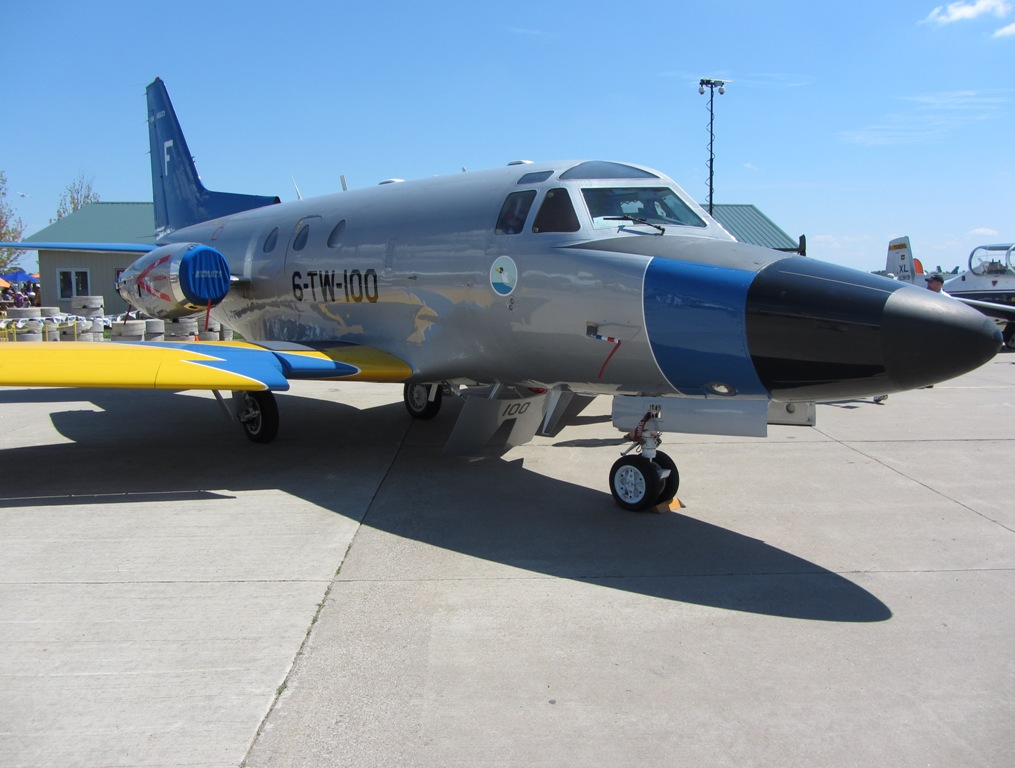
T-39N của hải quân Hoa Kỳ, năm 2011.

T-39A
CT-39A
NT-39A
T-39B
T-39C
T-39D
CT-39E
T-39F
CT-39G
T-39G
T-39N
T3J

## Quốc gia sử dụng
Argentina
- Không quân Argentina
- Lục quân Argentina

 Bolivia
- Không quân Bolivia

 Ecuador
- Không quân Ecuador

 México
- Không quân Mexicol
- Không quân Mexico

 Thụy Điển
- Không quân Thụy Điển

 Hoa Kỳ
- Không quân Hoa Kỳ
- Hải quân Hoa Kỳ
- BAE Systems Inc. (T-39A)
- Cục hàng không liên bang (Series 80)
- Trường phi công thử nghiệm quốc gia

## Tính năng kỹ chiến thuật (T3J-1/T-39D)
Dữ liệu lấy từ T-39 Sabreliner on Boeing History site
Đặc điểm tổng quát
- Tổ lái: 4–5
- Sức chuyên chở: 5–7 hành khách
- Chiều dài: 44 ft (13,41 m)
- Sải cánh: 44 ft 6 in (13,56 m)
- Chiều cao: 16 ft (4,88 m)
- Diện tích cánh: 342,1 ft² (31,79 m²)
- Trọng lượng rỗng: 9.257 lb (4.199 kg)
- Trọng lượng có tải: 16.340 lb (7.412 kg)
- Trọng lượng cất cánh tối đa: 17.760 lb (8.056 kg)
- Động cơ: 2 × Pratt & Whitney J60-P-3 kiểu turbojet, 3.000 lbf (13,3 kN) mỗi chiếc

 Hiệu suất bay 
- Vận tốc cực đại: 478 knot (550 mph, 885 km/h)
- Vận tốc hành trình: 435 knot (500 mph, 800 km/h)
- Tầm bay: 2.170 nm (2.500 mi, 4.020 km)
- Trần bay: 40.000+ ft (12.200+ m)
- Lực đẩy/trọng lượng: 0,338